# Rejon roziwski
Rejon roziwski – jednostka administracyjna wchodząca w skład obwodu zaporoskiego Ukrainy.
Rejon utworzony w 1992, ma powierzchnię 610 km² i liczy około 11 tysięcy mieszkańców. Siedzibą władz rejonu jest Roziwka.
Na terenie rejonu znajdują się 1 osiedlowa rada i 7 silskich rad, obejmujących w sumie 25 wsi i 2 osady.